# Drillia albicoma
Drillia albicoma är en snäckart som beskrevs av Dall 1889. Drillia albicoma ingår i släktet Drillia och familjen Drilliidae. Inga underarter finns listade i Catalogue of Life.